# Ерик Јирка
Ерик Јирка (слч. Erik Jirka, Драховце, 19. септембра 1997) словачки је фудбалер који тренутно наступа за Викторију Плзењ.

## Каријера
Ерик Јирка је фудбалом почео да се бави у свом родном месту, Драховцу, где је наступао за истоимену локалну екипу. Касније је прешао у Спартак из Трнаве, где је најпре био члан млађих категорија. За први тим тог клуба дебитовао је 8. новембра 2014. године, ушавши у игру уместо Јана Влашка пред крај утакмице против Ружомберока, која је завршена без голова. Након што је током две сезоне био стандардан у постави развојног тима, Јирка се у постави прве екипе усталио током такмичарске 2016/17. Почетком наредне сезоне, Јирка је биран за најбољег играча Суперлиге Словачке за септембар 2017, а затим је по окончању такмичарске године освојио титулу првака Словачке са екипом Спартака. На почетку сезоне 2018/19, Јирка је био један од најзапаженијих играча у саставу Спартака, током квалификација за Лигу шампиона. Поред поготка који је постигао у утакмици првог кола, за победу над Зрињским из Мостара на домаћем терену, Јирка се остварио као асистент у следећа два кола, на гостовањима Легији у Варшави и Црвеној звезди у Београду.

Јирка је изванредан играч и Црвена звезда је заинтересована за њега.

—Митар Мркела, спортски директор Црвене звезде, септембар 2018.
Недуго затим, управа Црвене звезде одлучила је да играча доведе у своје редове, откупивши уговор од његовог матичног клуба. Према незваничним информацијама које су пренели медији, вредност трансфера износила је 750 хиљада евра, као и 20 процената од наредне продаје играча. Дана 4. септембра 2018. године, Јирка је потписао предуговор са београдским клубом, са почетком важења од јануара наредне године. Јирка је за Црвену звезду дебитовао на отварању пролећног дела сезоне 2018/19. у Суперлиги Србије, против новосадске Војводине, ушавши у игру уместо Ел Фарду Бена у 62. минуту утакмице, при резултату 2:0. Јирка је у такмичарској 2018/19. са Црвеном звездом освојио трофеј Суперлиге Србије, док је у финалној утакмици Купа Србије његов тим поражен од екипе Партизана.
Дана 4. јула 2019, Јирка је представљен као појачање Радничког из Ниша, за такмичарску 2019/20, као позајмљени играч Црвене звезде. Према договору два клуба, играч је уступљен на шест месеци, са могућношћу продужетка до краја сезоне. У јануару 2020. је прослеђен на нову позајмицу, овога пута у пољског прволигаша Горњик из Забжеа. Сезону 2020/21. је провео на позајмици у шпанском друголигашу Мирандесу. У августу 2021. је потписао двогодишњи уговор са Реал Овиједом. Годину дана касније је прешао у Викторију Плзењ.

## Репрезентација
Док је претходно био члан омладинске репрезентације репрезентације Словачке, Јирка је такође био један од играча младе репрезентације своје државе у квалификационом циклусу за Европско првенство 2019. године у Италији и Сан Марину. Његов национални тим је остварио треће место у другој групи на крају квалификација и није се пласирао на завршни турнир, а Јирка је свој једини погодак постигао у победи над селекцијом Естоније, 12. октобра 2018.

## Начин игре
Опасан је млади Ерик Јирка, није топ играч, али је јако незгодан на 1 на 1. Штопери Звезде ће морати често да изађу високо на 50-ак метара, а он је јако незгодан ту.

—Иван Вукомановић, фудбалски тренер, анализа игре Спартака из Трнаве, август 2018.
Ерик Јирка је 184 центиметра високи фудбалер, који најчешће наступа на крилним позицијама. Фудбалски је стасавао у развојном тиму Спартака из Трнаве, где је био један од носилаца игре у Другој лиги Словачке. Првој екипи прикључен дефинитивно је причључен у својој 20. години, за коју је стандардно наступао наредне две сезоне. У том периоду одиграо је 70 такмичарских утакмица, на којима је постигао двоцифрени број погодака и уписао неколико асистенција у свим такмичењима. Лета 2018, током квалификација за Лигу шампиона, Јирка је пружао запажене партије на терену, те је означен као један од најбољих појединаца у тиму Спартака.

Нисам очекивао да Јирка има такве предиспозиције. Момак може да трчи два-три дана без престанка. Добар је са лоптом и мислим да ће да буде страшно појачање.

—Марко Гобељић, јануар 2019.
Након утакмица против београдске Црвене звезде и елиминације клуба из Трнаве, спортски сектор Црвене звезде одлучио је да ангажује Јирку, откупивши његов уговор. Јирка се у јануару 2019. одазвао прозивци свог новог клуба, а на првом тестирању играча закључено је да Јирка припада групи физички најспремнијих играча. У анализама Звездиних игара на припремама у Белеку, Јирка је упоређен са Немањом Радоњићем, бившим играчем тог клуба, а као највеће врлине приписане су му изразита брзина, издржљивост и број претрчаних километара. Као позитивна референца, узето му је посвећивање одбрамбеним задацима, чему је тренер Владан Милојевић придавао велику важност у својим поставкама игре. О Јиркиним партијама током припрема похвално су говорили и његови саиграчи. Тренер Владан Милојевић је током другог дела такмичарске 2018/19. повремено користио као резервисту, те је на тај начин одиграо пет лигашких утакмица, док је једном наступио и као стартер на утакмици Купа Србије. На затварању сезоне у Суперлиги Србије, против крушевачког Напретка, Јирка је асистирао Дејану Јовељићу за први погодак на утакмици.

## Статистика

#### Клупска
Ажурирано 24. јула 2020.
| Клуб                     | Сезона   | Лига                | Лига    | Лига   | Национални куп | Национални куп | Европа  | Европа | Остало  | Остало | Укупно  | Укупно |
| Клуб                     | Сезона   | Дивизија            | Наступа | Голова | Наступа        | Голова         | Наступа | Голова | Наступа | Голова | Наступа | Голова |
| ------------------------ | -------- | ------------------- | ------- | ------ | -------------- | -------------- | ------- | ------ | ------- | ------ | ------- | ------ |
| Спартак Трнава II        | 2013/14. | Друга лига Словачке | 1       | 0      | —              | —              | —       | —      | —       | —      | 1       | 0      |
| Спартак Трнава II        | 2014/15. | Друга лига Словачке | 28      | 2      | —              | —              | —       | —      | —       | —      | 28      | 2      |
| Спартак Трнава II        | 2015/16. | Друга лига Словачке | 26      | 2      | —              | —              | —       | —      | —       | —      | 26      | 2      |
| Спартак Трнава II        | 2016/17. | Друга лига Словачке | 4       | 1      | —              | —              | —       | —      | —       | —      | 4       | 1      |
| Спартак Трнава II        | Укупно   | Укупно              | 59      | 5      | —              | —              | —       | —      | —       | —      | 59      | 5      |
| Спартак Трнава           | 2014/15. | Суперлига Словачке  | 2       | 0      | 2              | 0              | —       | —      | —       | —      | 4       | 0      |
| Спартак Трнава           | 2015/16. | Суперлига Словачке  | 0       | 0      | 0              | 0              | 1       | 0      | —       | —      | 1       | 0      |
| Спартак Трнава           | 2016/17. | Суперлига Словачке  | 30      | 6      | 2              | 0              | 6       | 1      | —       | —      | 38      | 7      |
| Спартак Трнава           | 2017/18. | Суперлига Словачке  | 29      | 6      | 3              | 0              | —       | —      | —       | —      | 32      | 6      |
| Спартак Трнава           | 2018/19. | Суперлига Словачке  | 15      | 0      | 1              | 0              | 14      | 1      | —       | —      | 30      | 1      |
| Спартак Трнава           | Укупно   | Укупно              | 76      | 12     | 8              | 0              | 21      | 2      | —       | —      | 105     | 14     |
| Црвена звезда            | 2018/19. | Суперлига Србије    | 6       | 0      | 1              | 0              | —       | —      | —       | —      | 7       | 0      |
| Раднички Ниш (позајмица) | 2019/20. | Суперлига Србије    | 16      | 4      | 1              | 0              | 2       | 0      | —       | —      | 19      | 4      |
| Горњик Забже (позајмица) | 2019/20. | Екстракласа         | 17      | 4      | —              | —              | —       | —      | —       | —      | 17      | 4      |
| Каријера                 | Каријера | Каријера            | 174     | 25     | 10             | 0              | 23      | 2      | —       | —      | 207     | 27     |

## Трофеји и награде
Спартак Трнава
- Суперлига Словачке: 2017/18.[3][7]
- Куп Словачке: 2018/19.[7]

Црвена звезда
- Суперлига Србије: 2018/19.[40]

## Приватно
Ерик Јирка је родом из Драховца, насељеног места у Трнавском крају Словачке Републике. Његов млађи брат, Лукаш, такође се бави фудбалом. Поред матерњег словачког, говори и српски језик.